# Meistera verrucosa
Meistera verrucosa là một loài thực vật có hoa trong họ Gừng. Loài này được Shao Quan Tong mô tả khoa học đầu tiên năm 1989 dưới danh pháp Amomum verrucosum. Năm 2018, Jana Leong-Škorničková và Mark Newman chuyển nó sang chi Meistera mới được phục hồi.

## Phân bố
Loài này có trong khu vực miền nam tỉnh Vân Nam, Trung Quốc và Việt Nam. Môi trường sống là rừng; ở cao độ khoảng 800 m.

## Mô tả
Cây cao 3-3,5 m. Bẹ lá có sọc; lưỡi bẹ 1-1,5 cm, rậm lông nhung màu nâu, đỉnh xén cụt; cuống lá 1-1,5 cm; phiến lá hình elip hẹp hoặc hình mũi mác hẹp, 40-50 × 9–12 cm, mặt xa trục có lông thưa, trừ lông màu trắng dày đặc dọc theo gân giữa, đáy hình nêm, mép dày lông rung, đỉnh nhọn hoặc hình đuôi-nhọn. Cụm hoa dạng bông hình đầu hoặc hình trứng, khoảng 9,5 x 8,5 cm; cuống có nhiều lông nhung màu nâu, thuôn dài ra sau khi nở hoa; lá bắc hình gần elip, 3,5-4 × 2,3-2,5 cm; lá bắc con hình ống, 1,7-2,5 cm, có lông tơ. Đài hoa màu ánh trắng, 2,5–3 cm, có lông tơ, đỉnh 3 răng. Ống tràng hoa 2-2,2 cm, đỉnh màu da cam với các gân màu đỏ; các thùy màu ánh vàng, thùy trung tâm có gân màu đỏ, gần tròn, 2,5-2,8 × 2,2-2,5 cm, các thùy bên không có gân màu đỏ, hẹp hơn thùy trung tâm. Nhị lép ở bên màu ánh vàng, hình giùi, khoảng 6 mm. Cánh giữa môi dưới màu vàng với các đốm và gân màu đỏ, hình bán nguyệt, 3-3,5 × 3,5–4 cm. Nhị khoảng 2,5 cm; bao phấn thẳng, khoảng 1,5 cm; phần phụ liên kết màu vàng, hơi xẻ 3 thùy. Quả nang màu tía đen, hình cầu, đường kính khoảng 3,5 cm, có nhánh, gai mềm 3–5 mm. Hạt màu nâu đen, hình elipxoit rộng, khoảng 4 x 3 mm; áo hạt màu trắng. Ra hoa tháng 6.

## Tên gọi
Tại Trung Quốc, người ta gọi nó là 疣子砂仁  (vưu tử sa nhân, nghĩa đen là sa nhân có bướu).